# 綠谷 (火星)
位於火星北方大平原的綠谷（Green Valley）是 NASA 選擇的凤凰号火星探测器登陸地點。該區域中心座標68.35°N，233°E。綠谷的寬度約50公里，但深度只有約250公尺。這可能是因為沉積物沉積或者是它本身從未是深谷。從綠谷中段起無法看到它和其他區域的明顯邊緣。

## 命名
「綠谷」這個名稱並未經過國際天文學聯合會認可。它是來自於選擇鳳凰號登陸地點的過程：可能的登陸地點以顏色表示對登陸器的危險程度。紅色代表最危險區域，黃色代表中等危險，而綠色則是最安全區域。綠谷表面的大型礫石相對較少，在降落時碰觸到岩石而翻覆的機率較低。

## 地質狀況
綠谷的表面被許多寬約數公尺，高約十公分的多邊形地形覆蓋。這些地形可能是水重複冰凍－融化過程（冰楔多邊形）或風吹的塵埃（砂楔多邊形）。一般認為水冰在綠谷表面之下淺處，冬季時乾冰可能會在綠谷表面凍結約1公尺。

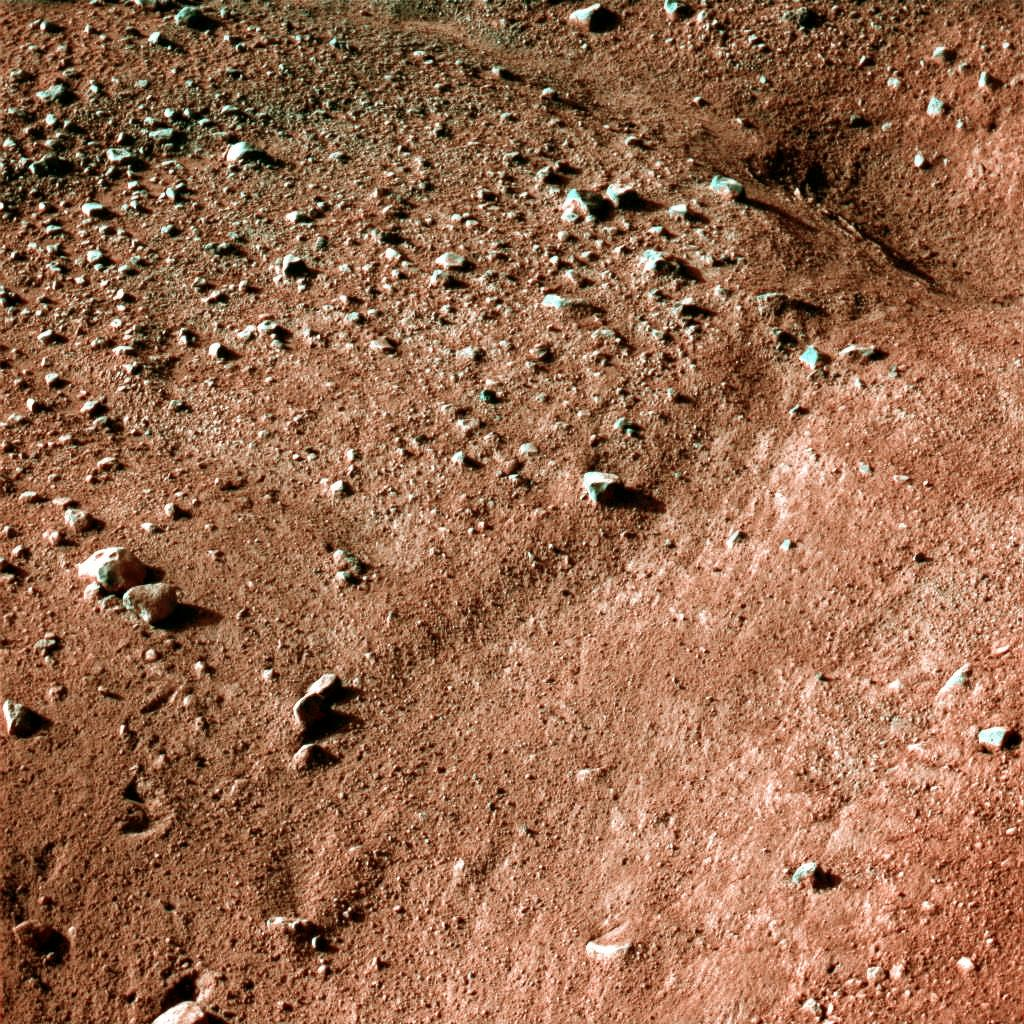
鳳凰號登陸地點的多邊形地形。

在鳳凰號登陸前不久，火星偵察軌道器曾經在綠谷拍攝到兩個高度約1公里的塵捲風。

## 延伸閱讀
- Arvidson; Adams, D.; Bonfiglio, G.; Christensen, P.; Cull, S.; Golombek, M.; Guinn, J.; Guinness, E.; Heet, T.;  et al. . Journal of Geophysical Research. 2008, 113 (null): E00A03. Bibcode:2008JGRE..11300A03A. doi:10.1029/2007JE003021.